# Amanda Palmstierna
Amanda Kristina Maria Palmstierna, född 21 februari 1977 i Vänersborg, är en svensk miljöpartistisk politiker. Hon var mellan oktober 2019 och september 2022 invald riksdagsledamot för Stockholms läns valkrets. Innan dess var hon statsrådsersättare i riksdagen mellan september 2018 och januari 2019.

## Biografi

### Kommunalpolitiker
Palmstierna blev invald i kommunfullmäktige i Järfälla kommun 2014 där hon var ordförande i tekniska nämnden. 2018 blev hon utsedd till gruppledare för Miljöpartiet i Järfälla.

### Riksdagsledamot
Palmstierna blev statsrådsersättare för Gustaf Fridolin vid riksdagsvalet 2018 och tjänstgjorde till dess att han lämnade regeringen i januari 2019. När han avgick även från riksdagen blev hon ordinarie ledamot 1 oktober 2019.. Hon var från oktober 2019 suppleant och från januari 2022 ledamot i näringsutskottet och Miljöpartiets talesperson i näringslivsfrågor och cirkulär ekonomi Palmstierna är ledamot i miljömålsberedningen och förhandlade för Miljöpartiets räkning fram världens första nationella klimatmål för minskade utsläpp från konsumtion, som alla partier ställde sig bakom.  I valet 2022 förlorade Palmstierna sin riksdagsplats.